# NGC 1330
NGC 1330 – asteryzm składający się z 6 lub 7 gwiazd, znajdujący się w gwiazdozbiorze Perseusza. Skatalogował go Édouard Jean-Marie Stephan 14 grudnia 1881 roku, sądząc, że gwiazdy te są zanurzone w niewielkiej mgławicy, żadnej mgławicy tam jednak nie ma. Przynajmniej niektóre z tych gwiazd mogą być ze sobą fizycznie związane. Baza SIMBAD jako NGC 1330 błędnie identyfikuje galaktykę LEDA 12967 (PGC 12967).